# Gilles de Paris (cardinal)
Gilles de Paris (né à Toucy en Bourgogne, et mort après le  1er mars 1139 à Rome) est un cardinal français du XIIe siècle. Il est membre de l'ordre des bénédictins.

## Biographie
Gilles de Paris est bénédictin à l'abbaye de Cluny, mais le pape Calixte II, qui est léu à Cluny,  le prend avec lui à Rome.
Le pape Calixte II le crée cardinal lors du consistoire de décembre 1121.
Le cardinal de Paris participe à l'élection du pape Honoré II en 1124. Il est légat apostolique notamment en Pologne et en Hongrie et en Syrie. Gilles de Paris participe à l'élection de l'antipape  Anaclet II en 1130 et est déposé par le pape Innocent II. Il est légat de l'antipape en France à Poitiers, mais rejoint l'obédience du pape en 1138 et est rétabli.
Gilles de Paris est l'auteur de l’Historia viae hierosolimitanae, de la Vie de Saint-Hugues et des Epistola ad Bernardum.